# Крињица Морска
Крињица Морска (пољ. Krynica Morska) град је у Пољској у Војводству поморском. По подацима из 2012. године број становника у месту је био 1349.

## Становништво
| 2012. |
| ----- |
| 1.349 |